# ノバコード

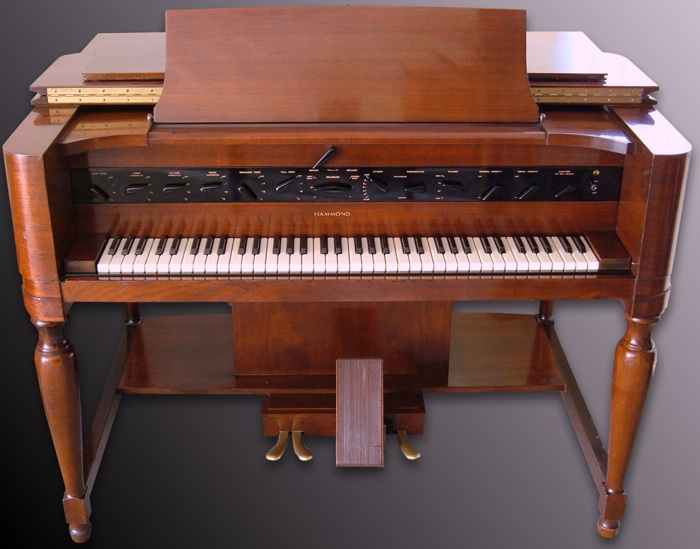
正面から見たノヴァコード

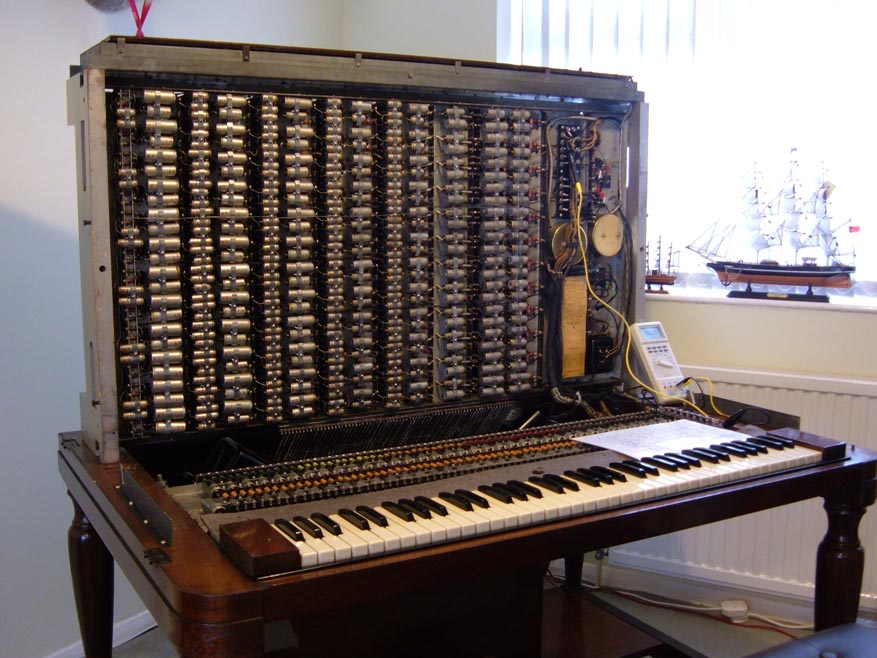
ノヴァコードの内部

ノヴァコード (Novachord)とは、ハモンドが1937年発表、1939年～1941年に製造した、おそらく世界最初の減算合成型ポリフォニック・シンセサイザー製品である。設計者はジョン・ハナート (John Hanert)、ローレンス・ハモンド (Laurens Hammond)、C.N.ウィリアムズ (C.N.Williams) で、1939年～1941年のわずか3年の発売期間を通じ計1069台が製造された。ハモンド製品として例外的に、オルガン音の再現を目的としなかった数少ない製品の一つである。

## 機能と構造
163本の真空管、1000個以上の特注コンデンサ等で構成され、重量は500ポンドに迫り、サイズはスピネットピアノ2台分ほどあった。当時まだ珍しかった周波数分周オシレータの採用により、全72鍵の同時発音が可能だった。これは、最上位オクターブ相当の12音階を12個のマスター・オシレータで生成し、真空管による単安定回路で分周して下のオクターブの音階を得る方式だった。同様な方式は、30年以上後のモーグやアープのポリフォニック・シンセサイザーでも採用された。
ノヴァコードは、初期のADSRエンヴェロープ制御機能を搭載しており、アタック/ディケイ/サスティーンは回転スイッチによる切り替え式、リリースはペダル・コントローラによる演奏時のリアルタイム表現が可能だった。またレゾナンス付きローパス・フィルターやレゾネータ（いずれもパッシブ回路）のほか、オシレータ2個一組に個別にかかる6個の電気機械式ヴィブラート（電磁ブザーと同様な自励発振器を使用）により、本格的な音色の変更が可能だった。以上の信号処理機能により、ノヴァコードは弦楽器や声のような持続音から、ハープシコードやピアノのような鋭いアタックの減衰音まで、非常に広範な音色を表現できた。

## 製品の収束
ノヴァコードはその技術史上の重要性にもかかわらず、楽器自体の不安定性や、第二次大戦の勃発が原因で、商業的には大きな成功が得られなかった。信頼性の問題は主に、何百ものカスタム部品の動作パラメータに過度の依存関係を持たせた設計が原因で発生した。これら部品の動作パラメータは、驚くほど狭い許容範囲内に収める必要があった。ハモンドは極めて早期にこの問題の存在に気付き、安定性を改善するためのスペシャル・アップグレードを提案した — その中身は、高湿度時の悪影響緩和を目的に筺体内部にボルト付けする「低出力ヒータ」以外の何物でもなかった。
さらに驚くべき事には、この楽器は真空管を極めて大量に使っているにもかかわらず、真空管に起因する故障はほとんど知られていない。これは、おそらく真空管ヒータの低電圧駆動（6.3V品を5Vで駆動）による、真空管の長寿命化の寄与が大きいと推測される。

## 使用例
ノヴァコードの演奏は、同時代の他の電子楽器 — たとえばテルミン、オンド・マルトノ、トラウトニウム — と同様に、ホラー映画やSF映画のサウンドトラックでしばしば聞くことができる。たとえば ユニバーサル・スタジオの多くのジャンルの映画や、ハマー・フィルムのホラー映画『妖女ゴーゴン』 (1964, The Gorgon) のために 作曲家ジェイムズ・バーナード  が書き下ろした神妙な音楽を挙げる事ができる。
映画史上屈指の名画『風と共に去りぬ』(1939, Gone With the Wind)では、場面転換時の効果音としてノヴァコードの電子音が使われている。
また音楽分野でも、当時のレコードで多くの活用例を確認できる。大戦前後のヒット曲“We'll Meet Again”も含め、ポピュラー歌手 ヴェラ・リン (Vera Lynn) の多くの歌の伴奏は、アーサー・ヤングによるノヴァコード演奏である。

## 現存するノヴァコード
現在残っているノヴァコードの個体数はおそらく200台未満で、そのうち稼働可能な個体はさらに少ないものと推定される。70年の歳月を生き残ったノヴァコードの大半は、北アメリカ大陸に存在する。

## ノヴァコードを再現したソフト
Soniccoutureから、ノヴァコードの実機の音を収録したKontakt用ライブラリ「NOVACHORD」が発売されている。このライブラリでは、ノヴァコードの音色と操作性が再現されていると共に、新たなオリジナルの音色パッチが追加されている。その他、Hollow SunからもノヴァコードのKontakt用ライブラリが発売されている。